# C14H15NO2
化学式C14H15NO2（摩尔质量：229.27 g/mol）可能指：
- 类甲腺质，CAS号：500-78-7
- 4,4'-二甲氧基二苯胺，CAS号：101-70-2

|  | 这个同类索引页列出了具有相同分子式的化学物（即同分異構體）条目。 除非您是有意链接至本页，否则应将相应条目的内部链接指向正确的条目。 |